# Eltrombopag
L'eltrombopag est un médicament, analogue de la thrombopoïétine et utilisé en cas de baisse du taux des plaquettes sanguines (thrombopénie).
Il s'administre par voie orale. Il s'agit d'une molécule non peptidique se fixant sur le récepteur à la thrombopoïétine (MPL-récepteur) mais de manière non compétitive avec cette dernière, ce qui fait qu'il peut agir, même en cas de taux élevés de thrombopoïétine.
Il est efficace dans le purpura thrombopénique idiopathique avec une remontée du nombre de plaquettes en deux semaines environ. Il est également efficace dans les anémies aplasiques, le récepteur MPL étant probablement impliqué dans l'hématopoïèse.